# Jani Hakanpää
Jani Hakanpää (ur. 31 marca 1992 w Kirkkonummi) – fiński hokeista, reprezentant Finlandii.

## Kariera
- Kiekko-Vantaa U16 (2006-2008)
- Kiekko-Vantaa U18 (2007-2010)
- Blues U20 (2010-2011)
  -  Suomi U20 (2010/2011)
- Blues (2011-2013)
- Peoria Rivermen (2013)
- Chicago Wolves (2013-2015)
- Quad City Mallards (2015)
- Kärpät (2015-2019)
- San Diego Gulls (2019-2020)
- Anaheim Ducks (2020-2021)
- Carolina Hurricanes (2021)
- Dallas Stars (2021-)

Wychowanek klubu Etelä-Vantaan Urheilijat (EVU). Rozwijał karierę w drużynach juniorskich klubu Kiekko-Vantaa do 2010. W NHL Entry Draft 2010 został wybrany przez amerykański klub St. Louis Blues. Od 2010 był zawodnikiem juniorskim klubu Espoo Blues, a od 2011 grał w drużynie seniorskiej w rozgrywkach SM-liiga (2011/2012). W maju 2012 odpisał kontrakt wstępujący z St. Louis Blues, a w tym okresie w KHL Junior Draft 2012 został wybrany przez rosyjski klub Amur Chabarowsk. W kolejnej edycji SM-liiga (2012/2013) nadal występował w barwach Blues, będąc formalnie wypożyczonym. Drugą część sezonu grał w zespole farmerskim dla ww. SLB, tj. Peoria Rivermen w rozgrywkach AHL. Dwa kolejne sezony w AHL grał w drużynie Chicago Wolves oraz epizodycznie w Quad City Mallards (ECHL). W połowie 2015 został zaangażowany przez klub Oulun Kärpät z rodzinnego miasta. W jego barwach rozegrał cztery kolejne sezony. Następnie, w połowie 2019 podpisał roczny kontrakt z klubem NHL, Anaheim Ducks. W sezonie 2019/2020 grał jednak głównie na farmie San Diego Gulls w AHL. W maju 2020 przedłużył kontrakt z Anaheim o kolejny rok i grał już regularnie w edycji NHL (2020/2021). Pod koniec tego sezonu, w kwietniu 2021 został przetransferowany do Carolina Hurricanes. W lipcu 2021 związał się trzyletnią umową z Dallas Stars.
Uczestniczył w turniejach mistrzostw świata juniorów do lat 18 edycji 2010, mistrzostw świata juniorów do lat 20 edycji 2012. W kadrze seniorskiej brał udział w turnieju mistrzostw świata edycji 2019.

## Sukcesy
Reprezentacyjne
- Brązowy medal mistrzostw świata juniorów do lat 18: 2010
- Złoty medal mistrzostw świata: 2019

Klubowe
- Srebrny medal U20 SM-liiga: 2011 z Blues U20
- Brązowy medal mistrzostw Finlandii: 2016 z Kärpät
- Finał Hokejowej Ligi Mistrzów: 2016 z Kärpät
- Trofeum pamiątkowe Harry’ego Lindbladina – pierwsze miejsce w sezonie zasadniczym Liigi: 2018, 2019 z Kärpät
- Złoty medal mistrzostw Finlandii: 2018 z Kärpät
- Srebrny medal mistrzostw Finlandii: 2019 z Kärpät
- Hopealuistin: 2019 z Kärpät

Indywidualne
- Mistrzostwa świata do lat 18 w hokeju na lodzie mężczyzn 2010/Elita:
  - Jeden z trzech najlepszych zawodników reprezentacji w turnieju
- Liiga (2017/2018):
  - Pierwsze miejsce w klasyfikacji +/- wśród obrońców w sezonie zasadniczym: +28
- Liiga (2018/2019):
  - Pierwsze miejsce w klasyfikacji +/- wśród obrońców w sezonie zasadniczym: +29